# Joseph Tielemans
Joseph Marie Auguste Corneille Tielemans (Aarschot, 21 april 1865 - aldaar, 19 augustus 1914) was een Belgisch brouwer en katholiek politicus voor de Katholieke Partij.

## Levensloop
Hij was een telg uit de brouwersfamilie Tielemans. Zijn vader (Henri) was de bedenker van de Aarschotse Bruine.
In 1891 werd hij aangesteld als schepen van Aarschot en in 1908 volgde hij er de overleden Théophile De Becker op als burgemeester. Samen met 28 gijzelaar, waaronder zijn broer en zoon, werd hij op 19 augustus 1914 geëxecuteerd (op een veld gelegen achter hoeve Stockmans) als represaille voor de moord op de Duits kolonel Johannes Stenger. Na de 'Groote Oorlog' werd zijn schoonbroer, Oscar Coomans, in 1919 burgemeester van Aarschot.
Hij kreeg een laatste rustplek in het familiegraf op de stedelijke begraafplaats te Aarschot. In deze stad bevindt zich een straat die naar hem vernoemd werd, met name de Jozef Tielemansstraat. In Ten Drossaarde (een zijstraat van voorgenoemde straat) werd in augustus 1998 een door Fons Verstreken vervaardigd bronzen borstbeeld geplaatst, recht over het stadhuis.